# Fluoreto de cobre(I)
Fluoreto de cobre(I) é o composto de fórmula química CuF.

## Ver Também
Fluoreto de cobre(II)